# Рай (присілок)
Рай (рос. Рай) — присілок у складі Орічівського району Кіровської області, Росія. Входить до складу Спас-Талицького сільського поселення.
Населення становить 5 осіб (2010).